# Paisochelifer
Paisochelifer är ett släkte av spindeldjur. Paisochelifer ingår i familjen tvåögonklokrypare.
Kladogram enligt Catalogue of Life:
| Paisochelifer | \| \| Paisochelifer callus \| \| \| \| \| \| Paisochelifer utahensis \| \| \| \| |
|               | \| \| Paisochelifer callus \| \| \| \| \| \| Paisochelifer utahensis \| \| \| \| |
|               | Paisochelifer callus                                                             |
|               |                                                                                  |
|               | Paisochelifer utahensis                                                          |
|               |                                                                                  |